# Arribes (vinho)

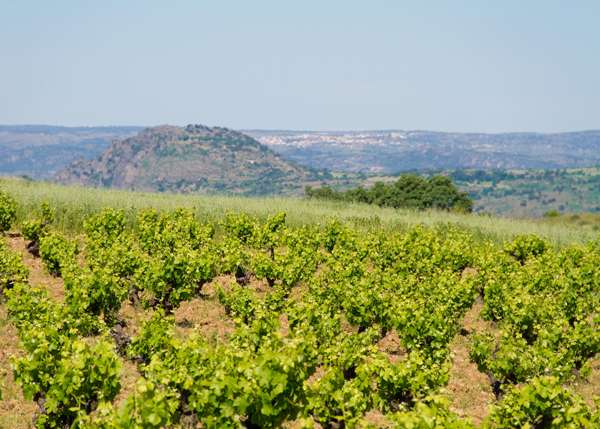
Campo de videiras em Aldeadávila de la Ribera.

Arribes é uma denominação de origem vinícola espanhola que abrange legalmente a produção de uva, bem como a elaboração e comercialização dos vinhos na zona em que o rio Douro liga as províncias de Salamanca e Samora, na comunidade autónoma de Castela e Leão.
Foi criada em 2007 pela Orden AYG/1264/2007, de 11 de julho, pela qual se reconhece a denominação e aprova-se o seu regulamento.